# Craig Streu
Craig Streu (* 5. Juni 1968 in Biggar, Saskatchewan) ist ein ehemaliger deutsch-kanadischer Eishockeyspieler und derzeitiger -trainer. Als Mittelstürmer war er unter anderem für die Augsburger Panther in der Deutschen Eishockey Liga (DEL) sowie den Iserlohner EC, EHC Neuwied und REV Bremerhaven in der zweithöchsten deutschen Spielklasse aktiv. In Bremerhaven wird seine Rückennummer 24 zu Ehren seiner Leistungen nicht mehr vergeben. Als Cheftrainer war er zuletzt bis zum Ende der Saison 2024/25 bei den Selber Wölfen in der DEL2 tätig.

## Biografie
Der Angriffsspieler begann seine Karriere 1989 im Eishockeyteam der University of Manitoba, bei denen er drei Jahre aktiv war und die Saison 1991/92 mit 89 Scorerpunkten aus 41 Spielen abschloss. Danach wechselte er zu dem niederländischen Verein IJshockey Club Utrecht. Dort erhielt er 20 Einsätze in der Eredivisie, der höchsten Spielklasse des Landes, und konnte dabei 51 Punkte erzielen. Im Folgejahr unterzeichnete er zu Beginn der Saison beim Grefrather EV, mit dem er in der Oberliga Nord antrat und in sechs Partien 14 Punkte beisteuerte. Noch in derselben Spielzeit verließ er den Verein und unterzeichnete beim in der Regionalliga spielenden ERSC Amberg. In den folgenden drei Jahren war er sehr erfolgreich für Amberg aktiv und erzielte in 103 Spielen beachtliche 315 Scorerpunkte. Zur Saison 1996/97 nahmen ihn die Augsburger Panther aus der Deutschen Eishockey Liga (DEL) unter Vertrag, bei denen er jedoch weit hinter der früheren Punktequote blieb und in 39 Spielen nur fünf Punkte realisierte. Ein Jahr später gaben die Panther ihn zum Iserlohner EC ab. Dort gelang es ihm, punktemäßig an seine Leistungen in Amberg anzuknüpfen.
Zur Saison 1999/2000 schloss sich Streu dem EHC Neuwied an und absolvierte 22 Spiele für das Team, in denen ihm 28 Punkte gelangen. Noch in derselben Spielzeit einigte er sich mit dem REV Bremerhaven auf eine Zusammenarbeit. In neun Spielzeiten bei den Fischtown Pinguins konnte er mehrere Titelgewinne mit dem Club erringen. In den Jahren 2000 und 2004 gewann er mit der Mannschaft die Meisterschaft der Oberliga und 2002 wurde er mit Bremerhaven Meister der 2. Bundesliga. Im Anschluss an die Saison 2007/08 beendete er seine Karriere.

### International
Obwohl er in dieser Zeit Zweitliga-Spieler war, wurde er für die B-Weltmeisterschaft 1999 in die deutsche Nationalmannschaft berufen. Während des Turniers stand er in allen sieben Spielen auf dem Eis. Er erzielte zwei Tore und gab eine Vorlage.

### Trainerlaufbahn
Nach dem Ende seiner aktiven Laufbahn begann Streu eine Tätigkeit als Cheftrainer und übernahm als erste Station die Geschicke an der Bande bei seinem langjährigen Verein REV Bremerhaven, den er in der Saison 2008/09 zur Teilnahme an den Play-offs der 2. Bundesliga führte. Anfang Mai 2009 unterschrieb er einen Vertrag bei den Hannover Indians. Nach acht Spielen und vier Punkten wurde er im Oktober 2009 jedoch wieder entlassen. Von 2011 bis April 2015 war er als Trainer der Okanagan Hockey Academy Europe in Sankt Pölten tätig. Von Mai 2015 bis 2016 trainierte er den EHC Neuwied.
Ab 2016 war Streu als Assistenztrainer an der Seite von Serge Aubin tätig. Zunächst stand das Duo bei den Vienna Capitals aus der Erste Banke Eishockey Liga (EBEL) hinter der Bande. Gemeinsam gewannen sie in der Saison 2016/17 die Österreichische Meisterschaft. Ende Dezember 2017 gaben die ZSC Lions aus der Schweizer National League die Verpflichtung von Aubin und Streu beginnend mit der Saison 2018/19 bekannt. Mitte Januar 2019 wurden Aubin und Streu in Zürich entlassen, da die Mannschaft laut Vereinsführung „keine nachhaltigen Fortschritte“ machte. Ab Juni 2019 bis Mai 2024 war Streu Co-Trainer von Aubin bei den Eisbären Berlin, mit denen er dreimal Deutscher Meister wurde.
Mit Beginn der Saison 2024/25 übernahm Streu erstmals seit acht Jahren wieder einen Cheftrainer-Posten. Er übernahm die Verantwortung bei den Selber Wölfen in der DEL2. Nach dem Abstieg in die Oberliga im April 2025 erhielt er kein neues Vertragsangebot.

## Erfolge und Auszeichnungen

### Als Spieler
- 2000 Meister der Oberliga und Aufstieg in die 2. Bundesliga mit dem REV Bremerhaven
- 2002 Meister der 2. Bundesliga mit dem REV Bremerhaven
- 2004 Meister der Oberliga und Aufstieg in die 2. Bundesliga mit dem REV Bremerhaven
- 2004 Bester Center der Oberliga Südost

### Als Trainer
- 2017 Österreichischer Meister mit den Vienna Capitals
- 2021 Deutscher Meister mit den Eisbären Berlin
- 2022 Deutscher Meister mit den Eisbären Berlin
- 2024 Deutscher Meister mit den Eisbären Berlin

## Karrierestatistik

### International
Vertrat Deutschland bei:
- B-Weltmeisterschaft 1999

(Legende zur Spielerstatistik: Sp oder GP = absolvierte Spiele; T oder G = erzielte Tore; V oder A = erzielte Assists; Pkt oder Pts = erzielte Scorerpunkte; SM oder PIM = erhaltene Strafminuten; +/− = Plus/Minus-Bilanz; PP = erzielte Überzahltore; SH = erzielte Unterzahltore; GW = erzielte Siegtore; 1 Play-downs/Relegation; Kursiv: Statistik nicht vollständig)

## Familie
Craig Streu ist der Vater des Eishockeyspielers Sebastian Streu. Zwischen 2019 und 2022 waren beide gemeinsam für die Eisbären Berlin aktiv.